# Oddarrang
Oddarrang è un gruppo musicale finlandese nato nel 2003 per iniziativa del percussionista e compositore Olavi Louhivuori.

## Storia
Gli Oddarrang sono un quintetto formatosi nel 2013 con Olavi Louhivuori come compositore e percussionista, Ilmari Pohjola al trombone, Osmo Ikonen al violoncello, Lasse Sakara alla chitarra e Lasse Lindgren al basso.
Con questa formazione hanno pubblicato 4 album: Music Illustrated nel 2006, Cathedral nel 2012, In Cinema nel 2013 e Agartha nel 2016. Un nuovo album è atteso per il 2019.

## Stile musicale
Lo stile musicale degli Oddarrang è una combinazione originale di post-rock, jazz, musica classica e world music. La musica del gruppo è stata spesso associata a quella di artisti islandesi come Björk e Sigur Rós.

## Formazione
- Olavi Louhivuori: compositore, percussioni
- Ilmari Pohjola: trombone
- Osmo Ikonen: violoncello
- Lasse Sakara: chitarra
- Lasse Lindgren: basso

## Discografia
Album in studio
- 2006: Music Illustrated
- 2012: Cathedral
- 2013: In Cinema
- 2016: Agartha
- 2019: Hypermetros